# Public.resource.org
public.resource.org ist eine Nonprofit-Organisation, die auf ihrer Website 1,8 Millionen Seiten US-bundesstaatlicher Fallrechtssammlungen ohne Copyright (public domain) und weitere Restriktionen veröffentlicht. Dazu gehören alle Fälle des Obersten Gerichtshofs der Vereinigten Staaten seit 1754 und aller bundesstaatlichen Gerichtsbezirke seit 1950.
Mit dem Open-Access-Angebot, das am 18. Februar 2008 startete, löste die Organisation eine Revolution im Zugang zu bisher kostenpflichtigen Rechtsinformationen aus. Public.Resource.Org ist die größte kostenfreie Rechtsbibliothek.
Die Organisation veröffentlicht zusätzlich über das Internetangebot Flickr 10.000 Bilder, darunter über 6.000 Bilder der Smithsonian Institution unter Public Domain oder einer Creative-Commons-Lizenz.
Am 5. März 2024 verkündete der Europäische Gerichtshof das Urteil in der Klage von Public.Resource.Org-Gründer Carl Malamud bezüglich dem freien Zugang zu harmonisierten Normen (sog. Malamud-Entscheidung).